# Juniperus martinezii
Juniperus martinezii là một loài thực vật hạt trần trong họ Cupressaceae. Loài này được Pérez de la Rosa mô tả khoa học đầu tiên năm 1985.